# Royal Navy Hospital Mtarfa

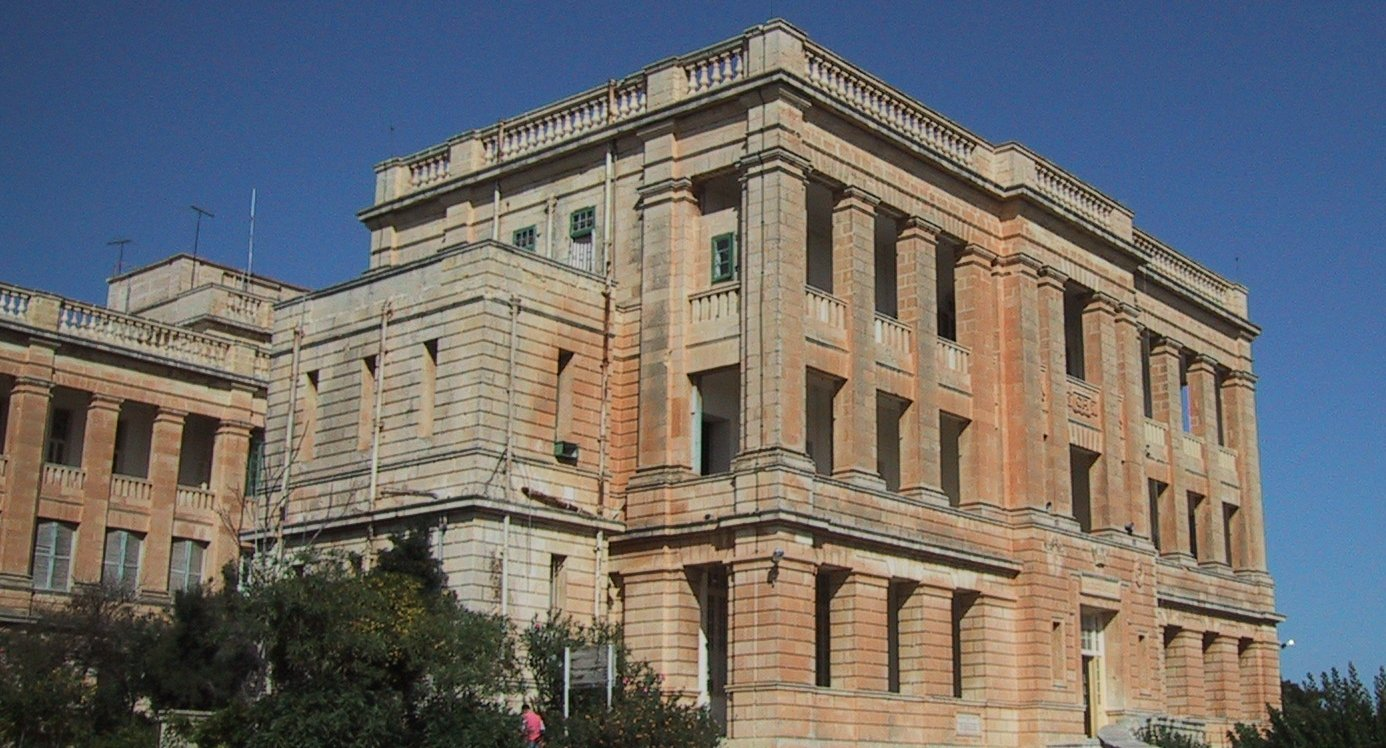
Royal Navy Hospital Mtarfa

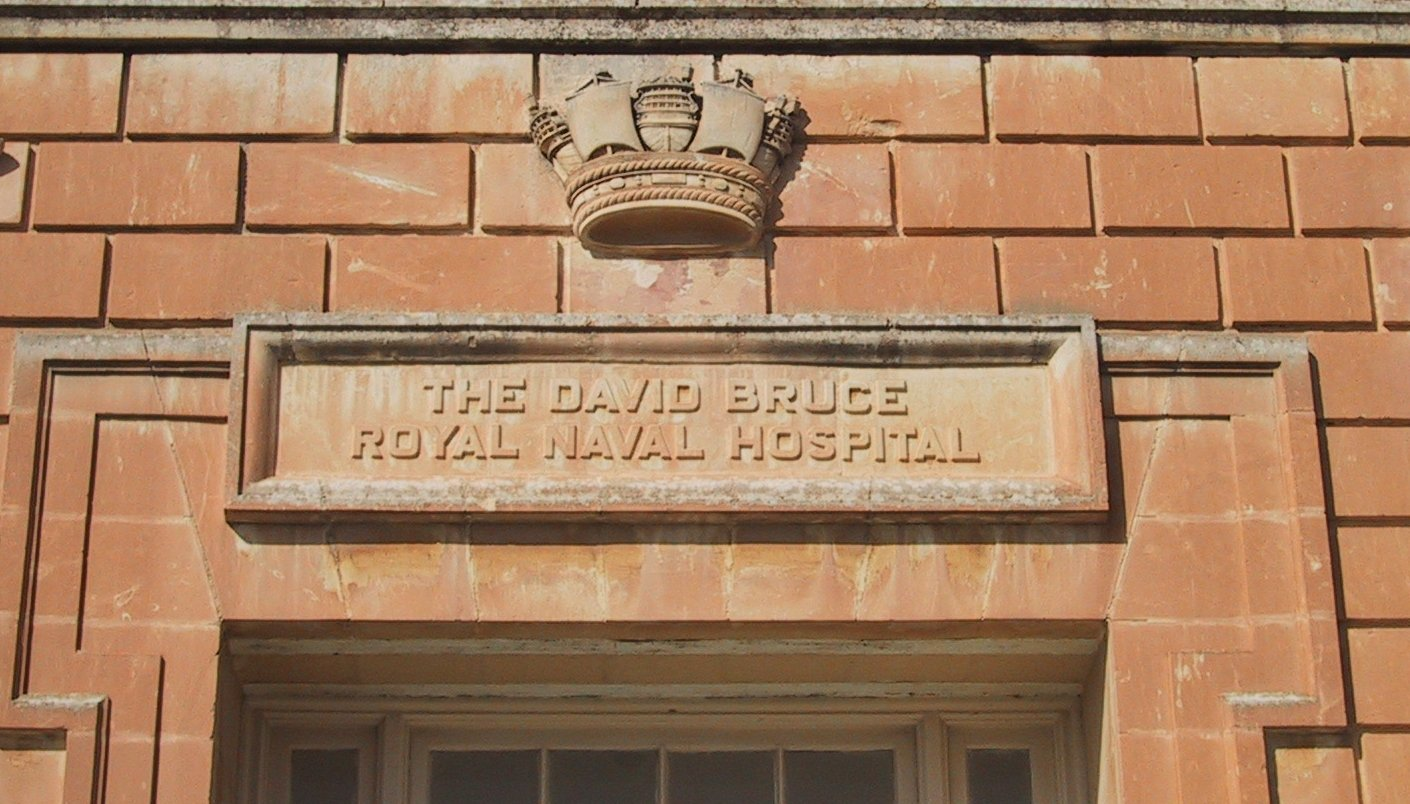
Eingangsportal des RNH

Das Royal Navy Hospital Mtarfa war ein Marinehospital der britischen Royal Navy in dem maltesischen Ort Mtarfa. 

## Geschichte
Das Krankenhaus wurde 1912 als Ersatz für das zu alt gewordene Krankenhaus in Valletta in Auftrag gegeben. Während des Ersten Weltkriegs fanden die Soldaten des australisch-neuseeländischen Armeekorps Aufnahme, die bei der missglückten Invasion von Gallipoli verletzt wurden. Während des Zweiten Weltkriegs wurde das Krankenhaus deutlich ausgebaut. In den 1950er Jahren wurde es nach Sir David Bruce, dem Entdecker des Erregers des Maltafiebers (Brucellose), benannt. Bis zum Abzug der Briten aus dem unabhängigen Malta im Jahr 1979, diente es den britischen Streitkräften als wichtigstes Krankenhaus im östlichen Mittelmeer.
Heute dient das Gebäude als weiterführende Schule, die nach Sir Themistocles Żammit benannt ist.